# جوردن نصار
جوردن نصار (مواليد 1985) هو فنان تشكيلي معاصر أمريكي. يعمل بشكل أساسي بالمنسوجات وخاصة في إنشاء أعمال تعتمد على التطريز الفلسطيني التقليدي. كما يقوم ناصر أيضًا بإنشاء كتب ومجلات فنية ينشرها بنفسه. يقيم في مدينة نيويورك.

## وقت مبكر من الحياة
وُلِد ناصر في عام 1985 في الجانب الغربي العلوي من مانهاتن حيث نشأ أيضًا. وهو ابن لأم بولندية وطبيب فلسطيني من مواليد الولايات المتحدة ويقوم بأعمال إنسانية في فلسطين. جده لأبيه وهو أردني فلسطيني جاء إلى الولايات المتحدة عندما كان مراهقًا.

## حياة مهنية
يعتمد ناصر في أعماله على التطريز ( التطريز الفلسطيني المتقاطع ) والذي يقوم بإنشاؤه عادة في لوحات يتم خياطتها معًا في الملابس أو العناصر الأخرى. يقوم ناصر عادة بإنشاء وتأطير لوحات صغيرة يبلغ حجم العديد منها حوالي 8 × 10 بوصات. تتميز أنماط الألواح عادةً بحدود هندسية وتصور النباتات والزهور مع أن ألوان الخيوط التي يستخدمها ناصر غالبًا لا تتوافق مع تلك الأشكال بل مع المناظر الطبيعية الدقيقة. يصور عمل ناصر العناصر الثقافية التي نشأ فيها في الجانب الغربي العلوي والتي يشبهها بالتطريز الفلسطيني التقليدي حيث تستخدم كل قرية رموزًا مميزة. تتضمن بعض التصميمات أيضًا زخارف مرتبطة بالتكنولوجيا مثل أجهزة الكمبيوتر والتي يربطها نصار بالتطريز باعتباره الشكل الأول للبكسل .
كان أقدم عمل قام به ناصر هو نسخ أنماط التطريز من الكتب. وعندما علم أن لكل قرية فلسطينية نمطها الخاص بدأ في تطوير أنماطه الخاصة التي تشبه التطريز الفلسطيني ولكنها غير موجودة في الأعمال التقليدية. يحتوي كل عمل على ما يصل إلى 75000 غرزة فردية.
يستلهم نصار أعماله من عدد من الفنانين الذين يعمل العديد منهم في مجال النسيج مثل شيلا هيكس وهانا ريجين وآني ألبرز والرسامين بما في ذلك بول جيراغوسيان وهيلين فرانكنثالر والفنانين الذين يعملون مع وسائل الإعلام البديلة مثل منير شهرودي فارمانفارمايان. ويرى أن عمله هو بمثابة استمرار للمحادثات التي خلقتها أعمالهم الفنية. يعتقد أن جهودهم تتعلق بالشكل والملمس واللون مع أن ناصر يحاول في المقام الأول معالجة المفاهيم والقضايا التي تتجاوز الوسيلة نفسها. ينظر نصار بشكل خاص إلى إيتيل عدنان وهي شاعرة وكاتبة مقالات وفنانة تشكيلية لبنانية أمريكية.
منذ المعرض الفردي الأول الذي أقامه ناصر في لندن عام 2015 اتجه إلى خلق أعمال أكثر سياسية بما في ذلك التركيز على الامتصاص الثقافي أو امتصاص عناصر ثقافة ما بواسطة ثقافة أخرى.
أقام ناصر معرضًا فرديًا في لوس أنجلوس في مساحة أيه إي 2 في معرض عنات إيبجي في عام 2017. قدمت عنات إيبجي أعمال ناصر في معرض فريز نيويورك 2018 وهو معرض فني في مدينة نيويورك.
بالإضافة إلى تطريز ناصر فقد شغل أيضًا مناصب إدارية في مكتبة نيويورك سيتي للفنانين المطبوعة أي أن سي. ، حيث أدار معرض نيويورك للكتب الفنية ومعرض الفن المعاصر في لوس أنجلوس.

### إقامة فنية
بدأ ناصر في توسيع استخدام الرموز التقليدية في عمله بعد أن أمضى وقتًا كبيرًا في مدينة يافا الساحلية حيث أقام لمدة خمسة أسابيع في عام 2017. وكان أصدقاء ناصر من العرب والإسرائيليين بالإضافة إلى زوجه قد نصحوها بعدم الإقامة بسبب قبول المنظمة تمويلاً من مؤيدي المستوطنات اليهودية غير الشرعية في فلسطين. قرر ناصر أن مقاطعة البرنامج لن يكون لها أي تأثير وأعجب بأن الموقع الإلكتروني للإقامة كان شاملاً من خلال إصداراته باللغات العربية والعبرية والإنجليزية. وتضمنت الإقامة شقة واستوديو ومخصصات مالية وتعويضات عن تكاليف الإنتاج. استخدم ناصر الأموال لزيارة الضفة الغربية حيث اشترى التطريزات التي صنعتها النساء المسنات.

## الحياة الشخصية
جوردن نصار متزوج من الفنانه الإسرائيلية المولد أمير جوبرشتاين. التقى الاثنان أثناء إقامتهما في برلين وكان قرارهما بالعيش في نيويورك مدفوعًا بالحكم في قضية الولايات المتحدة ضد وندسور (2013) وهي قضية المحكمة العليا التي ألغت قانون الدفاع عن الزواج .
يعيش ناصر ويعمل في مدينة نيويورك.

## المعارض
المعارض الفردية: 
- "الخيال والحقيقة" معهد الفن المعاصر في بوسطن (٢٠٢٢)
- "لإضاءة السماء" معرض جيمس كوهان مدينة نيويورك (2022)
- "شمسٌ قادمة" معرض عنات إيبجي، لوس أنجلوس (2022)
- "أقطع السماء إلى نصفين" ومعرض جيمس كوهان مدينة نيويورك (2020)
- "نحن من سيصعد إلى الجبل" معرض عنات إيبجي لوس أنجلوس (٢٠٢٠)
- "الليل"، ADAA: معرض فني مع معرض جيمس كوهان مدينة نيويورك (2020)
- "البحر تحت أعيننا" مركز الفن المعاصر تل أبيب (2019)
- "بين السماء والأرض" متحف برينستون للفنون نيوجيرسي (2019)
- "لأجل عينيك" الخط الثالث دبي (2019)
- "أرواح متمردة" معرض فريز للفنون (نيويورك) بالتعاون مع معرض عنات إيبجي (2018)
- "دنيا" عنات إبجي لوس أنجلوس (2017)
- "يافا: أعمال جديدة" آرتبورت تل أبيب (2017)
- "لا سر مع ميكا هوريبوتشي" معرض أل في أل3 شيكاغو (2016)
- "و ليلة" إيفلين يارد لندن (2015)

قاموا بعرض أعماله في معارض جماعية في متحف ويتني للفن الأمريكي ومتحف كاتونا للفنون ومعرض لاباند للفنون في جامعة لويولا ماريماونت ومركز أبرونز للفنون وساوبورتيكو لوبيز في برلين.

## روابط خارجية
- الموقع الشخصي